# Диран Саркисян
Диран Артаки Саркисян е български художник от арменски произход.

## Биография
Роден е през 1894 г. в Силистра. Учи в търговска гимназия в Свищов. Негов учител по рисуване е Владимир Димитров-Майстора. След това работи в Париж, което е причина в творчеството му да се чувства влиянието на френския импресионизъм. От 1937 г. се установява в София. В Съюза на българските художници заема длъжността главен счетоводител на Съюзно–фондовото счетоводство, секретар на стопанския съвет при Клуба на културните дейци и член на управителния съвет на Клуба. Удостоен е с орден „Кирил и Методий“ ІІ степен от Президиума на Народното събрание на Народна република България. Умира през 1969 г. в София.
Личният му архив се съхранява във фонд 1787К в Централен държавен архив. Той се състои от 29 архивни единици от периода 1899 – 1977 г.